# Heidlersburg, Pennsylvania
Heidlersburg, Pennsylvania (енгл. Heidlersburg) насељено је место без административног статуса у америчкој савезној држави Пенсилванија.

## Демографија
По попису из 2010. године број становника је 707.
| Група             | 2000.    | 2010.       |
| Белци             | 0 (0,0%) | 602 (85,1%) |
| Афроамериканци    | 0 (0,0%) | 2 (0,3%)    |
| Азијати           | 0 (0,0%) | 2 (0,3%)    |
| Хиспаноамериканци | 0 (0,0%) | 86 (12,2%)  |
| Укупно            | 0        | 707         |